# Aménorrhée de lactation

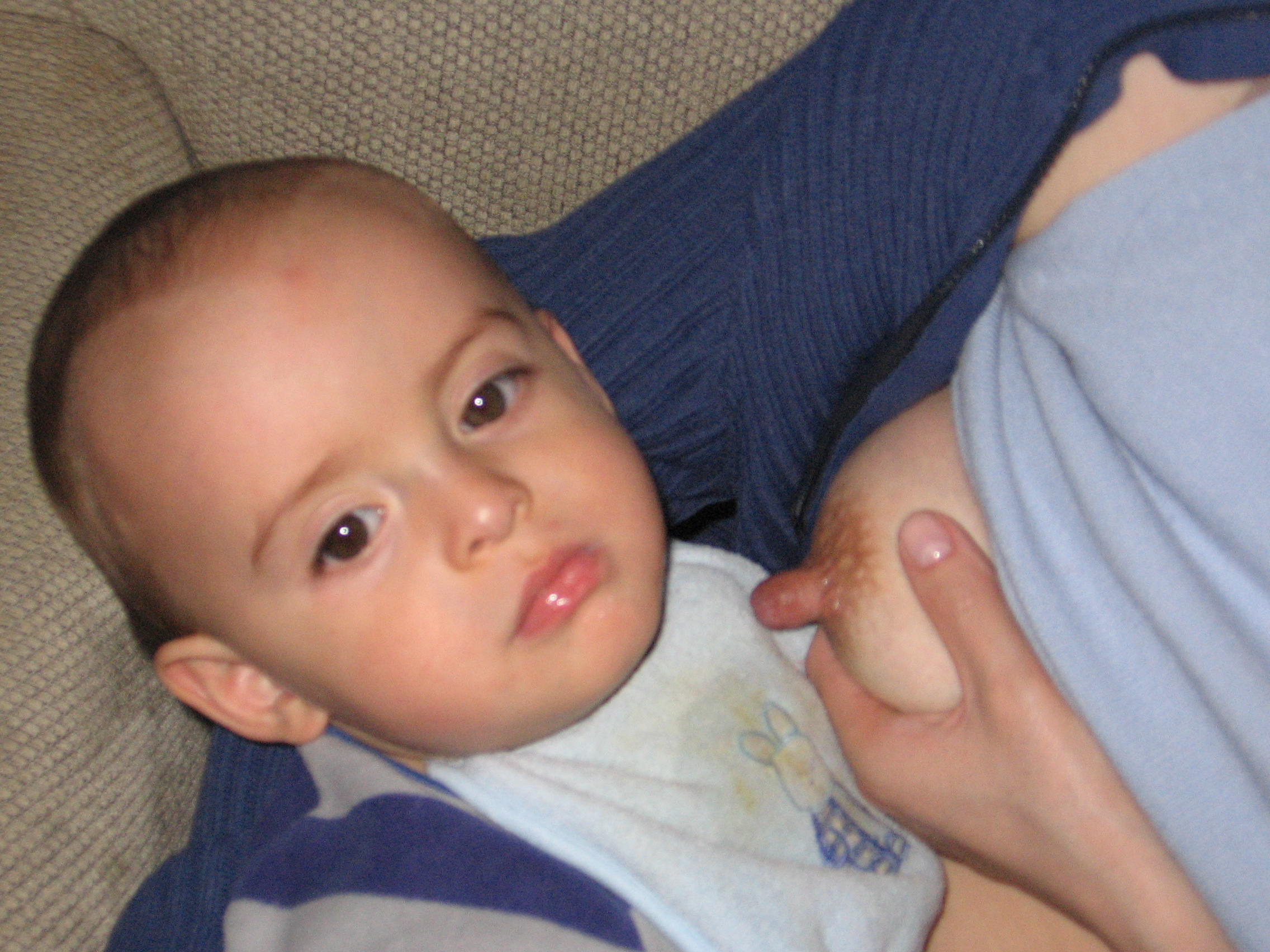
Mère allaitant son bébé au sein

L'aménorrhée de lactation ou aménorrhée post-partum désigne l'absence de règles durant l'allaitement consécutif à la grossesse. L'allaitement provoquant une aménorrhée est parfois utilisé comme méthode de contraception et de contrôle des naissances. C'est ainsi l'une des méthodes de planification familiale naturelle les plus efficaces, avec un taux d'échec inférieur à 2 % lorsque toutes les conditions sont respectées.

## Physiologie
L'allaitement consécutif à une grossesse aboutit à une anovulation ainsi qu'à la suspension des règles, dû à l'action sur l'axe hypothalamo-hypophysaire des stimulations mamelonnaires liés à la succion et aux stimuli neurosensoriels.

## Utilisation comme contraception
Pour les femmes qui respectent les quatre critères ci-dessous, la méthode est efficace à plus de 98 % pendant les six premiers mois après l'accouchement.
- L'allaitement doit être la source exclusive (ou quasi-exclusive) de nourriture pour l'enfant. L'utilisation d'un tire-lait et d'un biberon au lieu du sein et la nourriture solide réduisent l'efficacité de la méthode[4].
- L'enfant doit téter au moins une fois toutes les quatre heures le jour et au moins une fois toutes les six heures la nuit.
- La méthode ne fonctionne que jusqu'aux six mois de l'enfant.
- La méthode ne fonctionne plus dès les premières règles.

La méthode d'aménorrhée de lactation, lorsqu'elle n'est pas combinée avec des méthodes de contraception, est considérée comme une méthode de planification familiale naturelle.

## Retour de la fécondité
La durée avant le retour des règles (retour de couches) varie énormément selon les individus. Une relation forte a été observée entre la succion de la tétée et l'absence d'ovulation à tel point que la combinaison de l'allaitement à la demande (et non à heures fixes) avec le nourrissage au lait maternel seul (et non combiné avec d'autres sources, notamment solides) étend grandement la durée de la période inféconde. En général, plus une femme suit les sept standards de l'allaitement écologique[précision nécessaire], plus son retour de couches sera retardé. En moyenne, le retour de couches pour des femmes suivant les sept critères a lieu 14 mois après la naissance, avec des variations puisque cette période varie de 2 mois à 42 mois pour les extrêmes. Les couples qui désirent espacer les naissances de 18 à 30 mois peuvent souvent le faire grâce à l'allaitement seul[réf. nécessaire].